# Арада (Португалия)
Арада (порт. Arada) — район (фрегезия) в Португалии, входит в округ Авейру. Является составной частью муниципалитета Овар. Находится в составе крупной городской агломерации Большое Авейру. По старому административному делению входил в провинцию Бейра-Литорал. Входит в экономико-статистический субрегион Байшу-Воуга, который входит в Центральный регион. Население составляет 3430 человек. Занимает площадь 15,34 км².